# I Hitlers tjänst
I Hitlers tjänst: Traudl Junge berättar om sitt liv (tyska: Bis Zur Letzten Stunde) är en bok i vilken Adolf Hitlers privatsekreterare från 1942 till 1945, Traudl Junge, ger ett personligt porträtt om denna del av sitt liv. 
Minnesanteckningarna, grunden för boken, skrevs ned redan 1947 och består totalt av omkring "170 manuskriptsidor på maskin". Journalisten Melissa Müller kompletterar boken med inledning och avslutning. I boken berättar Junge om sin uppväxt på 1930-talet och tidigt 1940-tal då hon dansade en hel del och drömde om en karriär som dansös, men att hon även följde med tidens ström och socialiserades in i det nazistiska tänkandet. 
Hon berättar hur hon lärde sig Sieg Heil-hälsningen, hur hon 1938 blir medlem i organisationen Glaube und Schönheit (Tro och skönhet) som skulle fostra ariska kvinnor till goda nazister, men hur det i övrigt inte diskuteras politik över huvud taget i hennes ungdom. Dock fick livet en annan vändning, och hon utsågs 1942 till Hitlers sekreterare, vilket merparten av boken handlar om. Förordet, som skrevs 2002, det vill säga drygt fem decennier efter krigsslutet och åren med Hitler, inleds med orden: "Denna bok är inte ett sent rättfärdiggörande. Inte en självanklagelse... Snarare är den ett försök till försoning, inte med min omvärld utan med mig själv. Den ber inte om förståelse men den vill hjälpa till att förstå." 
I förordet skriver Junge också om att det var först i mitten av 1960-talet som hon på allvar började befatta sig med sin historia och växande skuldkänslor, och om mötet med Melissa Müller, vilket ledde fram till såväl bok som film.

## Utdrag ur boken

### Tiden före och inför sekreterarjobbet hos Hitler
I inledningen till kapitlet "Min tid hos Adolf Hitler  nedskrivet 1947", som är bokens huvudkapitel, det som skrevs ned bara ett par år efter krigsslutet, berättar Traudl Junge om sin dröm att bli dansös, men att det var svårt av ekonomiska skäl. Därför tog hon ett jobb som hon egentligen inte ville ha, ett jobb som bestod i maskinskrivning. Då hon till sist klarat sitt dansprov, 1941, lämnade hon "triumferande" in sin avskedsansökan på firman. Då hade emellertid kriget börjat och "yrkesstyrningen" och "arbetsplatsinskränkningen" hade inletts. Det innebar att man inte längre kunde bli vad man ville, utan var tvungen att göra det som var viktigast för staten. Och staten behövde sekreterare, stenografer och maskinskriverskor mycket mer än dansöser. Därför accepterade inte arbetsgivaren hennes uppsägning. En kort tid därefter yppade sig dock en möjlighet att slippa ifrån firman genom att istället ta tjänst vid Führerkansliet, det vill säga Hitlers kansli i Berlin. Detta erbjudande kom till synes av en slump, eftersom Junges syster Inge då bodde i Berlin där hon arbetade som dansös, och en av hennes kollegor var Albert Bormann, Adolf Hitlers personlige adjutant vid Führerkansliet, gav erbjudandet. Junge beskriver i kapitlet hur hon såg fram emot detta, eftersom det var en spännande möjlighet att äntligen flytta hemifrån och att lära känna huvudstaden. Dessutom tycktes arbetsvillkoren vara bra.